# Еллісон (Айова)
Еллісон (англ. Allison) — місто (англ. city) в США, в окрузі Батлер штату Айова. Населення — 966 осіб (2020).

## Географія
Еллісон розташований за координатами 42°45′6″ пн. ш. 92°47′45″ зх. д. / 42.75167° пн. ш. 92.79583° зх. д. (42.751747, -92.795761).  За даними Бюро перепису населення США в 2010 році місто мало площу 7,59 км², уся площа — суходіл.

## Демографія
Згідно з переписом 2010 року, у місті мешкало 1029 осіб у 440 домогосподарствах у складі 277 родин. Густота населення становила 136 осіб/км².  Було 470 помешкань (62/км²).
Расовий склад населення:
| - 99,4 % — білих - 0,1 % — азіатів |

До двох чи більше рас належало 0,5 %. Частка іспаномовних становила 0,2 % від усіх жителів.
За віковим діапазоном населення розподілялося таким чином: 21,9 % — особи молодші 18 років, 51,9 % — особи у віці 18—64 років, 26,2 % — особи у віці 65 років та старші. Медіана віку мешканця становила 46,4 року. На 100 осіб жіночої статі у місті припадало 87,4 чоловіків;  на 100 жінок у віці від 18 років та старших — 84,4 чоловіків також старших 18 років.
Середній дохід на одне домашнє господарство  становив 65 902 долари США (медіана — 52 750), а середній дохід на одну сім'ю — 69 049 доларів (медіана — 64 853). Медіана доходів становила 48 333 долари для чоловіків та 30 000 доларів для жінок. За межею бідності перебувало 8,5 % осіб, у тому числі 11,8 % дітей у віці до 18 років та 5,8 % осіб у віці 65 років та старших.
Цивільне працевлаштоване населення становило 603 особи. Основні галузі зайнятості: виробництво — 20,6 %, освіта, охорона здоров'я та соціальна допомога — 19,2 %, роздрібна торгівля — 16,7 %.